# Rosenbauer Panther
Rosenbauer Panther – lotniskowy pojazd ratowniczo-pożarniczy, pojazd specjalistyczny przystosowany do gaszenia pożarów i przeprowadzania akcji ratowniczych na terenie portów lotniczych oraz lotnisk wojskowych.

## Historia
Firma Rosenbauer z siedzibą w Leonding w Austrii rozpoczęła produkcje pojazdów dla wojskowych straży pożarnych lotniskowych w połowie lat pięćdziesiątych XX wieku. W 1984 roku Rosenbauer zaprezentował  swój pojazd „SIMBA” w wersji ośmiokołowej 8x8, który był największym tego typu pojazdem. Firma Rosenbauer wytwarzała także mniejsze pojazdy strażackie, np. „Cheatah” - szybki pojazd gaśniczy,  zbudowany na podwoziu amerykańskiej półciężarówki Dodge W 300 FF, które osiągały prędkość 160km/h. 
Kolejna generacja pojazdów strażackich o nazwie „PANTHER” została zaprezentowana w 1991 roku. Lotnisko w Genewie jako pierwsze na świecie otrzymało pojazd „PANTHER” w 1992 r. Pojazdy „PANTHER” produkowane są w Austrii przez przedsiębiorstwo Rosenbauer w kilku wersjach, na podwoziach: dwuosiowych 4x4, 6x6 oraz największe 8x8, ze stałym napędem na wszystkie koła z silnikami o mocy od 500 – 1260 KM i zbiornikami o pojemności 6000 – 19 000l.
Wersja „Panther STINGER HRET” wyposażona jest w długi, sterowany wysięgnik z zainstalowanym na końcu działkiem wodnym lub lancą do przebijania kadłuba samolotu i gaszenia pożaru wewnątrz samolotu.
W 1997 do produkcji pojazdów PANTHER na rynek amerykański wykorzystano podwozia wykonane z aluminium zaprojektowane we współpracy z firmą Freightliner (producent ciężarówek w USA). W 2003 Rosenbauer uruchomił własną linię produkcyjną do wytwarzania podwozi z aluminium do pojazdów „PANTHER”. Jeden z największych na świecie pojazdów strażackich lotniskowych „PANTHER” 8x8 o długości 13 m i wadze 52 ton został dostarczony do Portu lotniczego Hamad w Katarze. Największa Pantera o oznaczeniu CA7 posiada zbiornik na wodę o pojemności 12,500 l, zbiornik na środek gaśniczy – 1600l i pojemnik na proszek gaśniczy o pojemności 250 kg, ponadto  wyposażona jest w autopompę Rosenbauer N100 o wydajności 10000 l/min (przy ciśnieniu 10 bar), działko wodne RM60 o wydajności maksymalnej 6500 l/min przy ciśnieniu 10 bar oraz działko przednie RM15 o wydajności 1500 l/min przy ciśnieniu 10 bar. Obsadę pojazdu „PANTHER CA7” stanowi czterech strażaków. „PANTHER CA7” posiada dwa silniki napędowe Caterpillar C15 o łącznej mocy 1250 KM (932 kW), które zapewniają przyspieszenie pojazdu w czasie 25 s do prędkości 80km/h i osiągnięcie maksymalnej prędkości 135 km/h. Firma  Rosenbauer  otrzymała nagrodę i wyróżnienie „Safety Made in Germany”.
Pojazdy Panther znajdują się na wyposażeniu Lotniskowych Straży Pożarnych w 81 krajach świata, w tym także  w Polsce. Pierwsze dwa egzemplarze pojazdów „PANTHER”  4×4 i „Panther STINGER HRET” 6x6 trafiły do Polski w 2009 do Portu Lotniczego Kraków-Balice, dwie wersje: „Panather CA5” 6x6  oraz „Panather HRET CA5” znajdują się na wyposażeniu straży pożarnej w Porcie Lotniczym w Modlinie.

## Wersje
- Panther 4x4
- Panther 6x6s
- Panther 6x6
- Panther 8x8

## Zbiorniki środków gaśniczych
| Models       | Woda (ltr) | Piana (ltr) | Proszek (kg) | Wydajność (l/min) |
| ------------ | ---------- | ----------- | ------------ | ----------------- |
| Panther 4x4  | 6,200      | 750         | 250          | 7,000             |
| Panther 6x6s | 9,100      | 1,200       | 250          | 6,500             |
| Panther 6x6  | 11,400     | 1,400       | 250          | 9,000             |
| Panther 8x8  | 12,500     | 7500x2      | 500          | 9,000             |

## Galeria

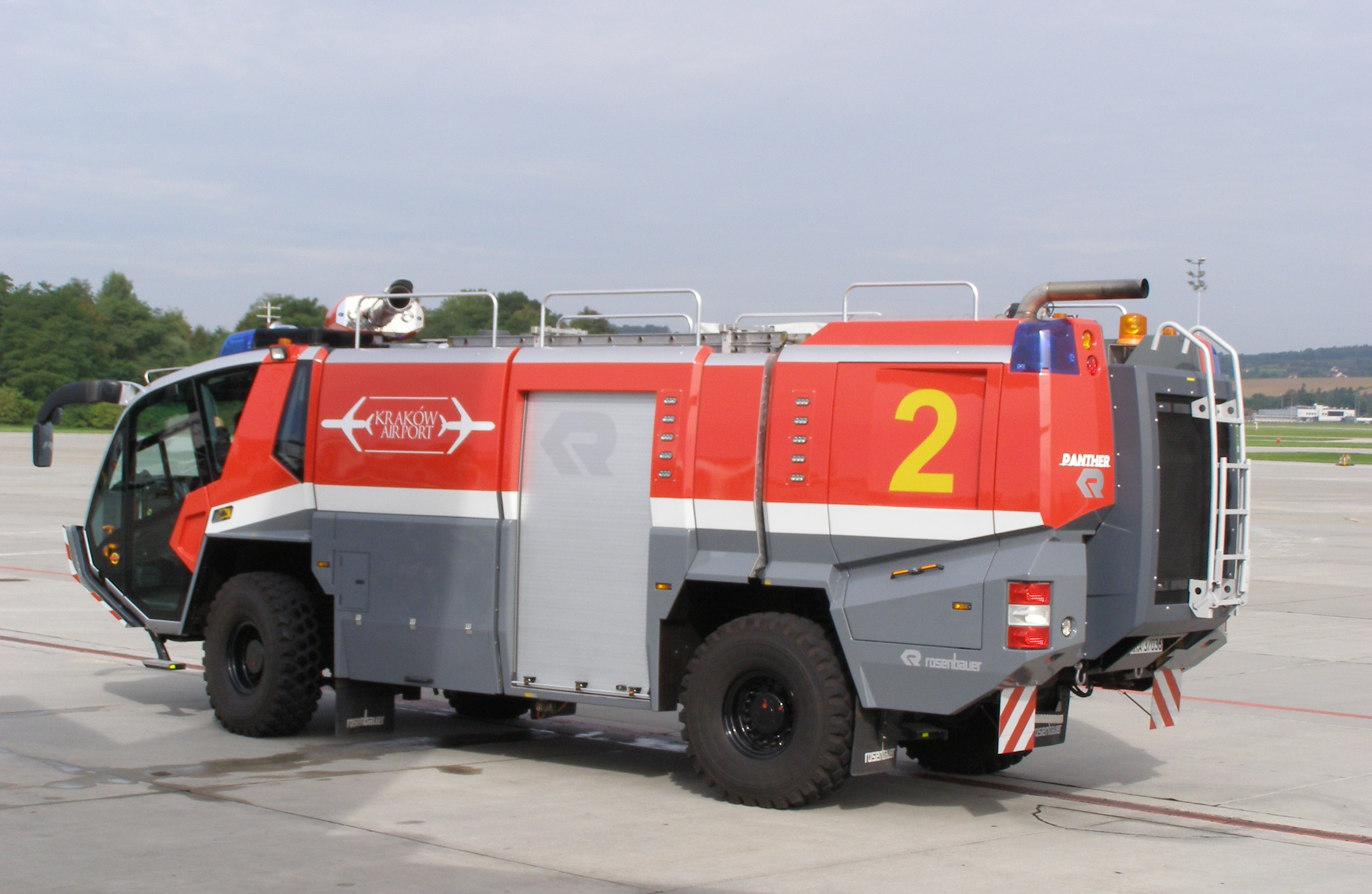
Samochód pożarniczy na lotnisku Kraków Balice
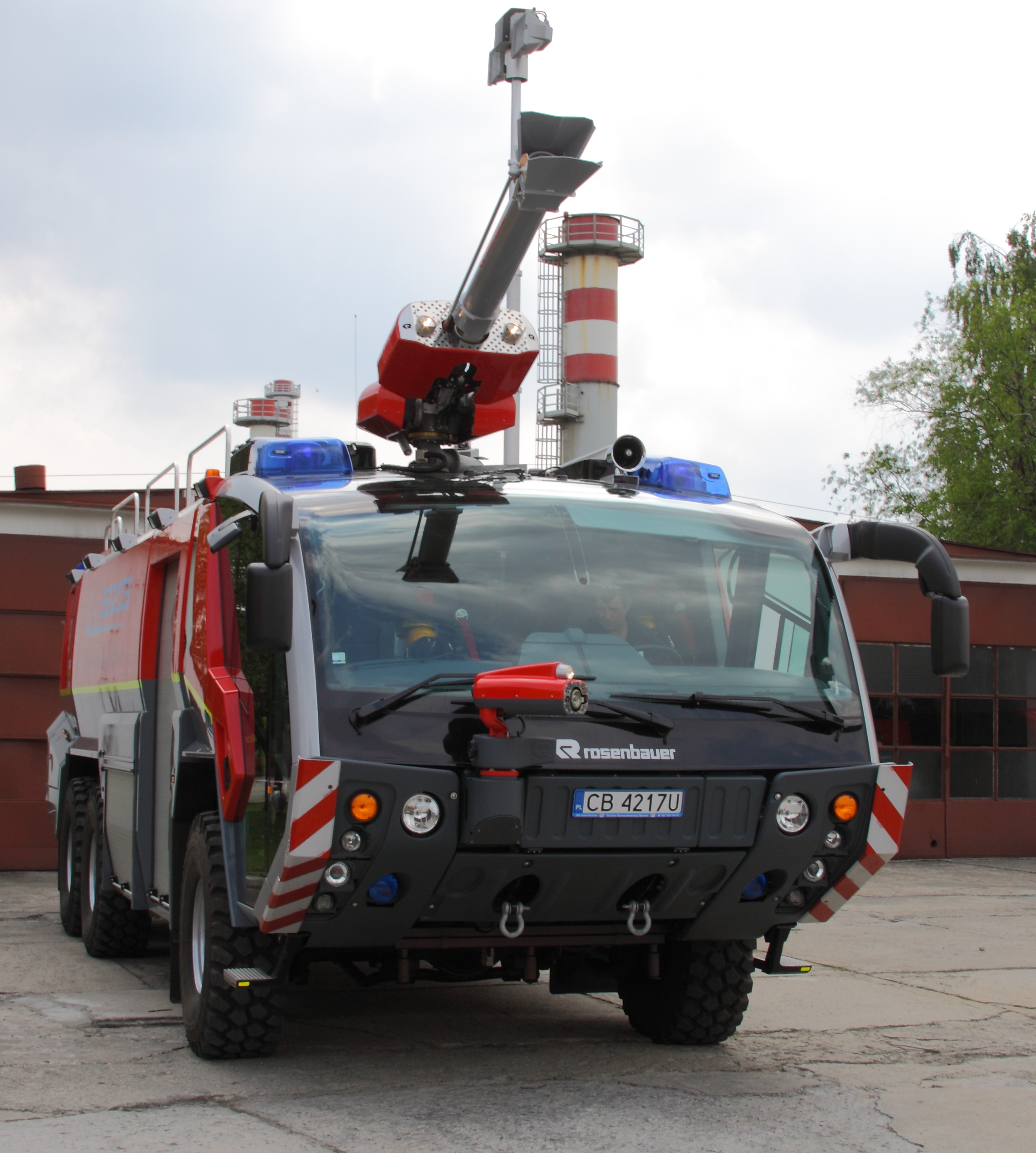
Samochód strażacki Rosenbauer na lotnisku w Bydgoszczy
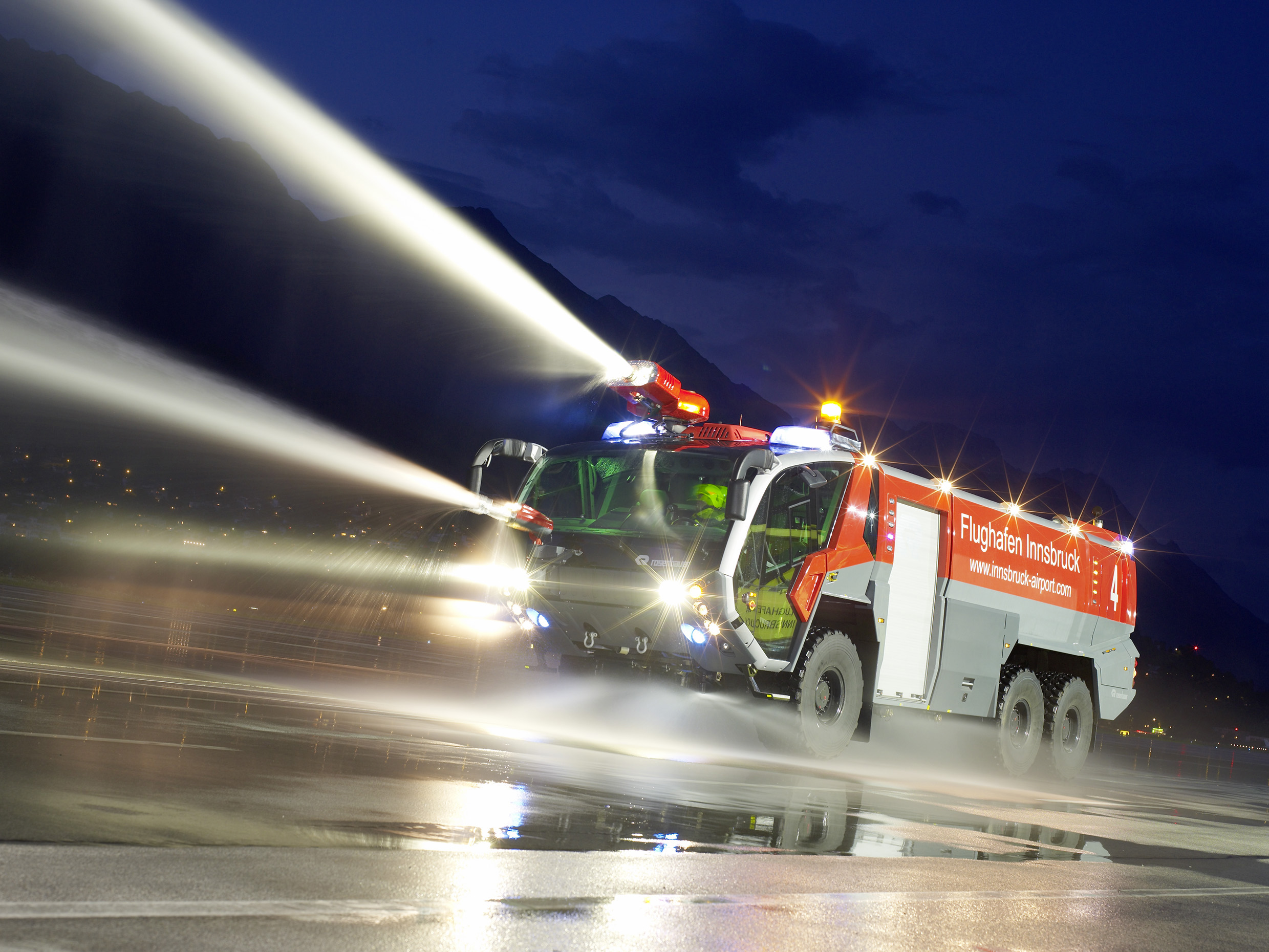
Rosenbauer Panther Airport Innsbruck
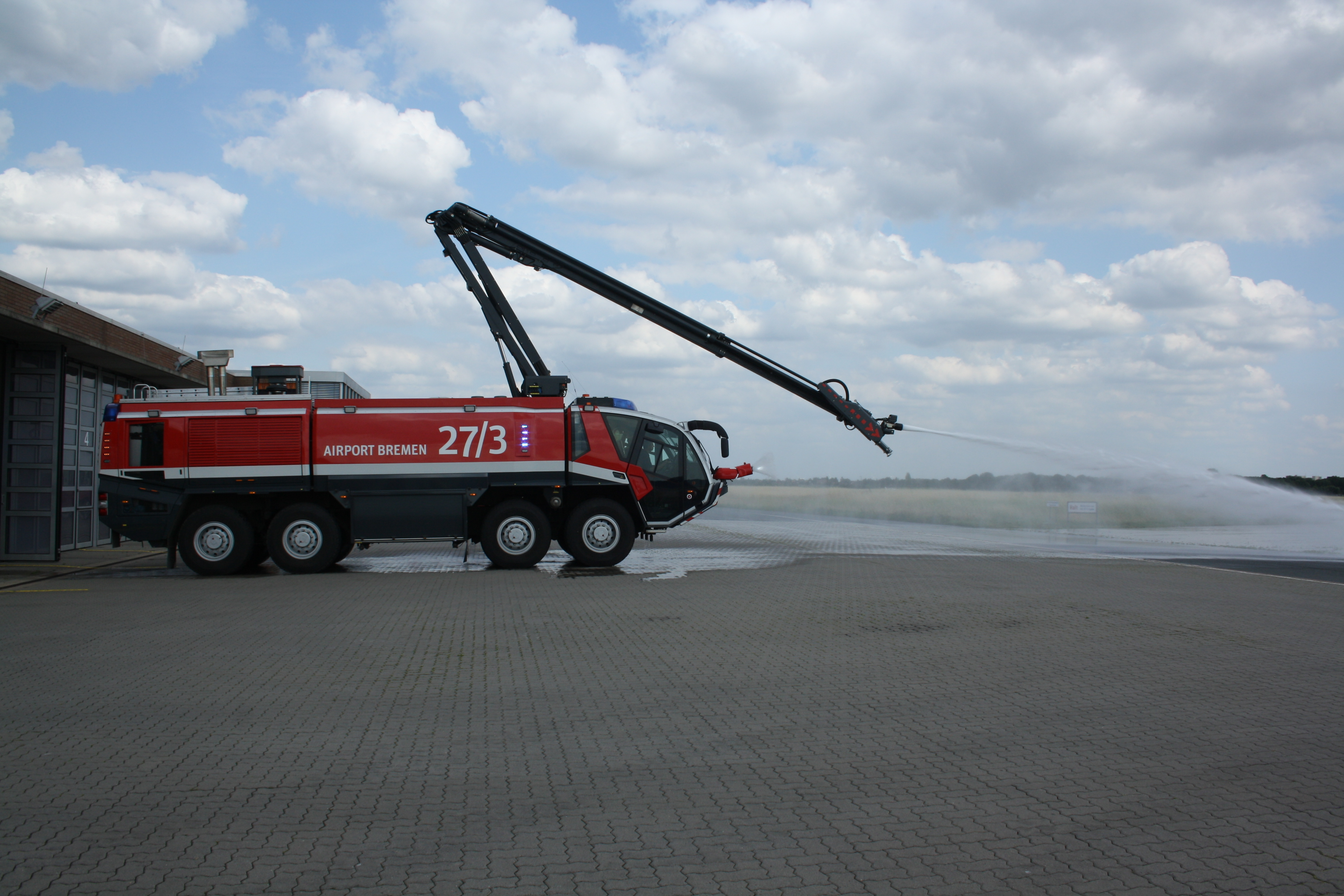
Panther 8x8 HRET
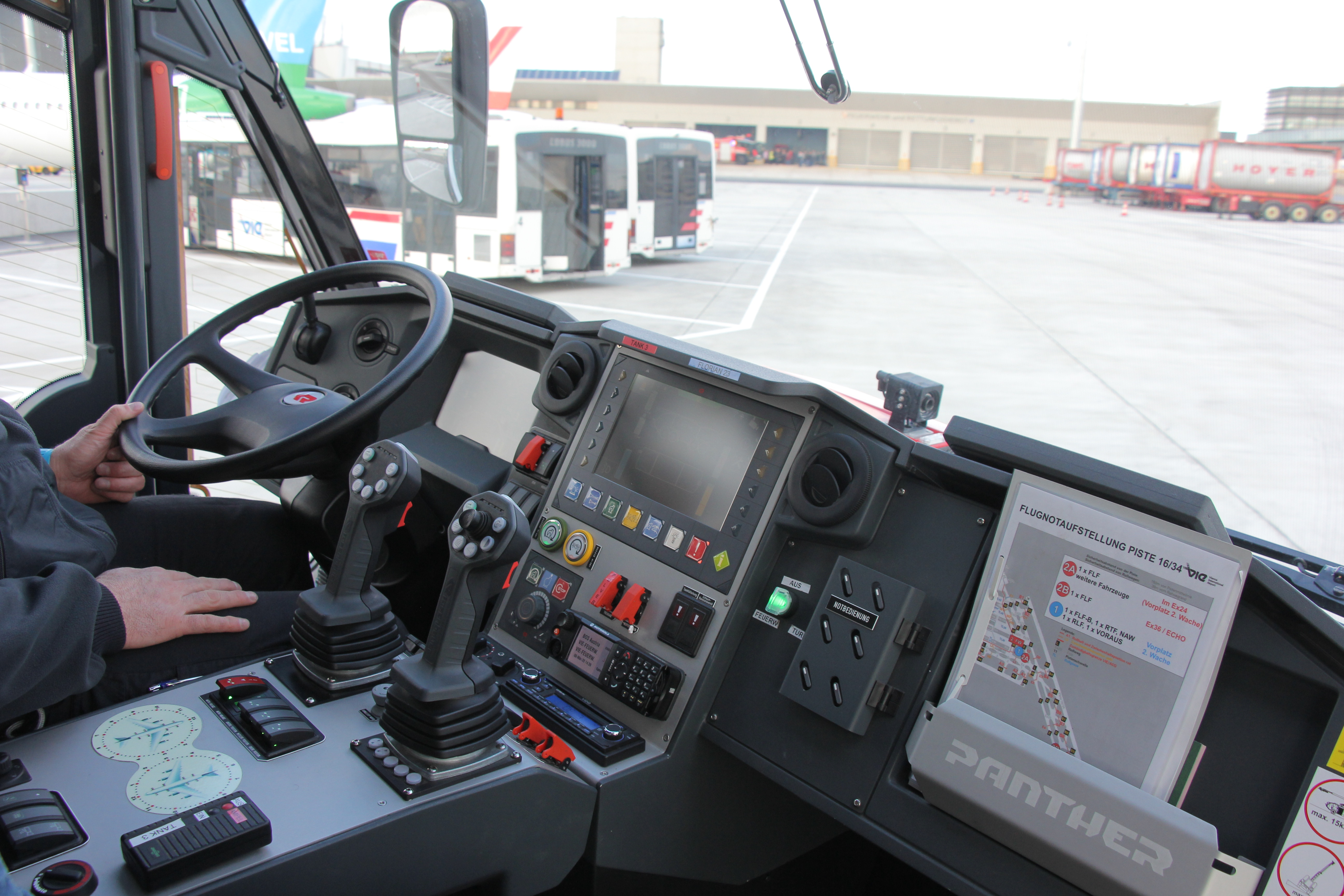
Panther, kabina kierowcy i pulpit sterowania urządzeniami gaśniczymi